# 名古山斎場

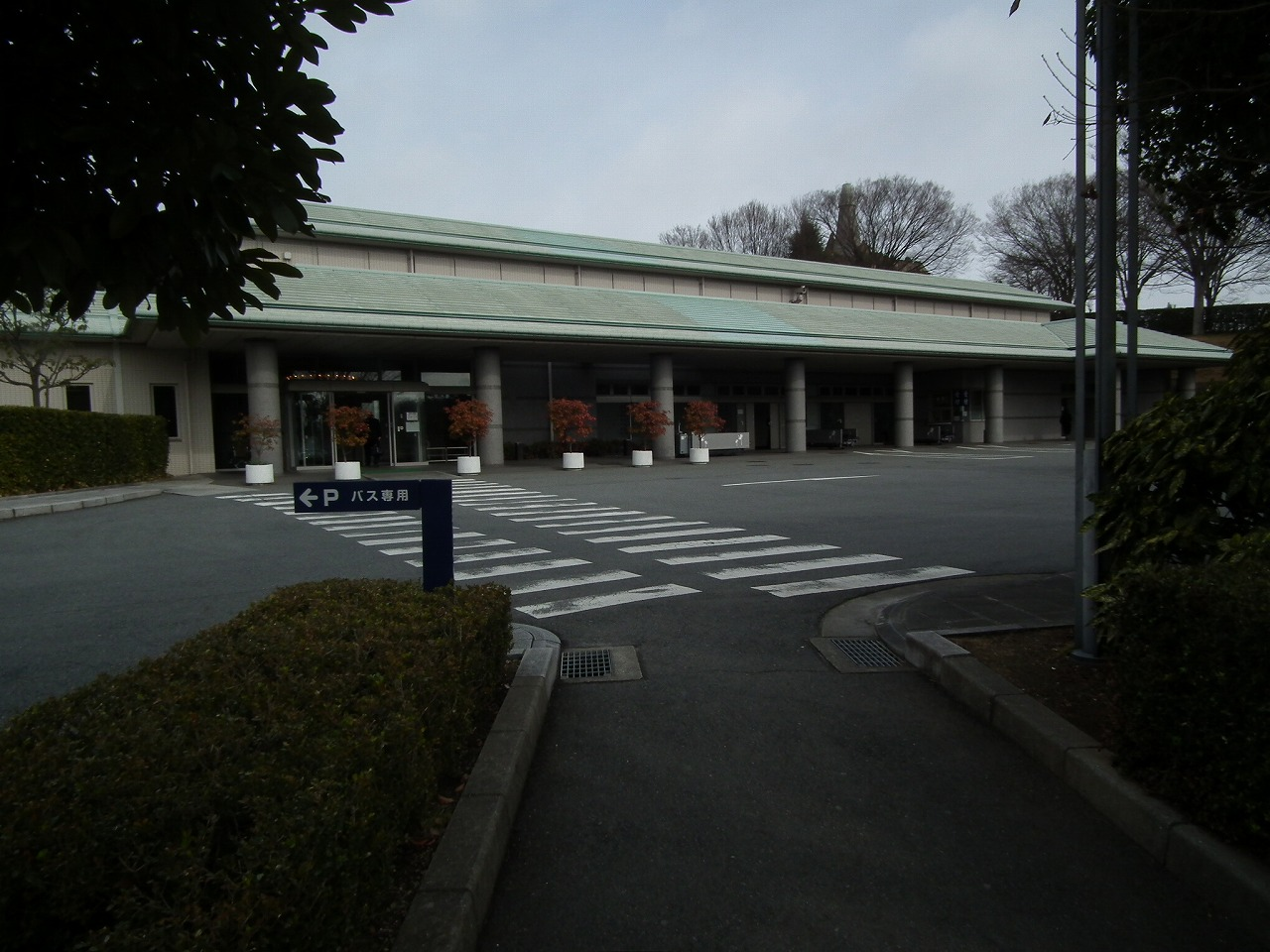
姫路市営名古山斎場全景

名古山斎場（なごやまさいじょう）は、姫路市名古山町14番1号にある姫路市営の火葬場。

## 概要
姫路駅から西北方に約2.5kmの名古山霊苑に隣接する斎場で、火葬場および50人までの出席のできる葬儀場を併設する。建物の背後は森で隠され名古山霊苑からは見えにくい。
姫路市の市営火葬場は1960年には名古山、飾磨、白浜、網干、大塩にあったが、戦後の相次ぐ合併による人口の急増とともに死亡者も増加し、これらの火葬場では需要に応じきれなくなってきた。このため、当時の姫路市長石見元秀は、名古山霊苑造成事業に合わせて斎場の名古山への一元化を目指した。1959年度から斎場整備事業に着手し、1960年10月には第1期工事が竣工、1961年10月に斎場告別式場が竣工、1963年3月には重油式の火葬炉10炉、焼却炉2基、防臭装置や特殊な煙突の設置及び附帯設備の併設が行われた。
人体ならびに小動物の焼却を主な業務としている。人体の利用には事前の予約が必要である。
姫路市にはこのほかに「こうふく苑」（香寺町土師333の）、「清水谷斎場」（夢前町宮置2番地60）、「あじさい苑」（安富町安志726）、「宮区火葬場」（家島町宮字東破風）、「男鹿火葬場」（家島町宮2165－11）、「坊勢火葬場」（家島町坊勢698-19）6つの火葬場（いずれも平成の大合併後に姫路市に編入された区域内）が存在する。
電動棺台車にはしらさぎの絵が描かれている。

## ギャラリー
- 名古山斎場は名古山霊苑南隣に位置する
- 名古山斎場玄関
- 名古山斎場 霊柩車
- しらさぎの絵が描かれた電動棺台車

## 施設
- 火葬炉:15基（都市ガス使用）台車式前室あり
- 竣工:1993年
- 火葬炉メーカー:宮本工業所

## 利用案内
- 火葬場・式場の利用には、事前予約が必要。小動物・ペットは事前予約は不要。
- 休場日:1月1日及びあらかじめ市長が定める日。
使用時間は、10、11、12、14、15、16時となっている。
- 有料待合室（2階）および無料待合室（1階待合ホール）がある。
〒670-0051 姫路市名古山町14番1号 名古山霊苑内

## 交通
- JR姫路駅から神姫バス今宿循環線で「車崎」下車。徒歩15分。中しくみ